# Смертельні думки
Смерте́льні думки́ (англ. Mortal Thoughts) — американський трилер 1991 року, знятий режисером Аланом Рудольфом, з Демі Мур і Брюсом Віллісом у головних ролях.

## Сюжет
Перукарку Джойс Урбанскі, яка живе в Бейоні, звинувачують у вбивстві Артура Келлогга, чоловіка її подруги Синтії, з якою вони удвох тримають салон краси. Синтія приходить до детективів Джона Вудса і Лінди Нілон, які ведуть справу, і повідомляє їм, що Джойс також причетна до смерті її власного чоловіка Джеймса, вбитого за невстановлених обставин деякий час тому. Синтія починає розповідь про попередні події.
Джеймс Урбанскі був безробітним наркоманом, який жорстоко поводився з Джойс. Одного разу жінки вирішили з'їздити удвох на ярмарок, щоб розвіятися, але напідпитку Джеймс ув'язався разом із ними. Там він укотре скандалить із Джойс, після чого Синтія веде його в їхній фургон, щоб він проспався, і йде, забираючи з фургона ключі. Якийсь час жінки розважаються порізно, але потім до Синтії підходить шокована Джойс і каже, що вбила чоловіка в цілях самооборони — вона пішла перевірити його, а він на неї накинувся, і вона, захищаючись, перерізала йому горло різаком, який підвернувся під руку. За словами Синтії, Джойс наполягла на тому, щоб позбутися трупа — жінки вивозять його труп далеко в пустку і викидають у річку.
Після цього Синтія повертається додому вся в крові й тому зізнається у всьому Артуру. Хоч він і в жаху, але вони вирішують мовчати. Кілька днів потому, після того як знайдено тіло Джеймса, у Джойс починає розвиватися параноя, що її заарештують. У якийсь момент вона наказує Синтії вбити одну з перукарок у салоні зі страху, що та заплямує алібі жінок. Коли ж Джойс дізнається, що Артур знає про вбивство, то вона погрожує Синтії, що вб'є і його, щоб змусити його замовкнути. Синтія не вірить, що Джойс справді може виконати свої погрози; однак, після того, як Артур знайдений застреленим у їхньому будинку напередодні Різдва, Синтія відкрито звинувачує у скоєному Джойс.
Протягом усього допиту Синтії детектив Вудс скептично ставиться до її описів подій, але зрештою дозволяє їй піти. Синтія виходить із поліцейської дільниці, але зупиняється, і далі дія переноситься в її спогади, що показують, що насправді сталося на ярмарку: коли вона привела Джеймса до фургона, то той спробував її зґвалтувати, і Синтія вбила його, захищаючись. Коли вона сповіщає Джойс, то Джеймс ще був живий і тому жінки поїхали до лікарні. Але під час шляху Джойс, дізнавшись, що Джеймс намагався зґвалтувати Синтію, розвертає фургон і їде в інший бік, чекаючи, поки Джеймс помре від крововтрати.
Поки Синтія стоїть біля поліцейської дільниці, згадуючи правду про те, що сталося, Джойс приводять всередину для її власного допиту. Синтія вирішує повернутися до відділку, тепер готова розповісти правду про свою провину в смерті Джеймса.

## У ролях
- Демі Мур — Синтія Келлогг
- Ґленн Гідлі — Джойс Урбанскі
- Брюс Вілліс — Джеймс Урбанскі
- Гарві Кейтель — детектив Джон Вудс
- Джон Панков — Артур Келлогг
- Біллі Ніл — детектив Лінда Нілон
- Френк Вінсент — Домінік, батько Джойс
- Доріс Маккарті — Жаннет, мати Джойс
- Карен Шалло — Глорія, мати Джеймса

## Знімальна група
- Режисер — Алан Рудольф
- Сценарист — Вільям Рейллі
- Оператор — Елліот Девіс
- Композитор — Марк Айшем
- Художники — Говард Каммінгс, Боб Шоу, Гоуп Генефін, Бет Кушніка
- Продюсери — Стюарт Бенджамін, Джозеф Ем Караччоло, Тейлор Гекфорд, Марк Тарлов, Демі Мур, Джон Фідлер
- Монтаж — Том Воллс